# 친위대 제14무장척탄병사단
친위대 제14무장척탄병사단 (제1갈리치아)(독일어: 14. Waffen Grenadier Division der SS (galizische Nr.1), 우크라이나어: 14а Гренадерська Дивізія СС (1а галицька))는 나치 독일의 무장친위대 사단 중 하나이다.
갈리치아 지역의 우크라이나인 의용병들을 병사로 삼은 사단으로 출발했으나 나중에는 슬로바키아인, 체코인, 네덜란드인들도 포함되었다.
1943년 편성되어 브로디 전투에서 대파당했고 이후 재편되어 슬로바키아, 유고슬라비아, 오스트리아 지역에서 활동하다가 1945년 우크라이나 국민군 제1사단으로 개칭하였다. 이후 1945년 5월 10일 서방 연합군에게 항복하였다.

## 같이 보기
- 무장친위대의 부대 목록